# 格尼利切 (波德蓋齊區)
49°11′32″N 24°55′40″E / 49.19222°N 24.92778°E
格尼利切（烏克蘭語：Гнильче），是烏克蘭的村落，位於該國西部捷爾諾波爾州，由捷尔诺波尔区負責管轄，始建於1395年，面積27.2平方公里，海拔高度384米，2001年人口593，人口密度每平方公里21.8人。